# Hemimysis maderensis
Hemimysis maderensis är en kräftdjursart som beskrevs av Michel Ledoyer 1989. Hemimysis maderensis ingår i släktet Hemimysis och familjen Mysidae. Inga underarter finns listade i Catalogue of Life.